# Уэвелл, Уильям
Уильям Уэвелл (в оригинальном произношении — Хьюэлл /ˈhjuːəl/, англ. William Whewell; 24 мая 1794 года, г. Ланкастер, Англия — 6 марта 1866 года, Кембридж, Англия) — английский философ, теолог, англиканский священник, историк науки, энциклопедист.

## Биография
В 1818 году Уэвелл был президентом Общественного союза Кембриджа (англ. Cambridge Union Society). С 1817 года преподаватель Тринити-колледжа. С 1828 по 1832 годы профессор минералогии и с 1838 по 1855 годы профессор философии морали в Кембриджском университете.
В 1820 году был выбран членом Лондонского королевского общества. В 1837 году награждён Королевской медалью.
К существенному вкладу Уэвелла в науку относятся работы в области индукции, разработка теории индукции, создание такого принципа проверки достоверности научной теории, как совпадение индуктивных обобщений. В этике оппонировал современному английскому эмпиризму (Милль; "великим оппонентом" последнего указывал У. Карл Поппер).
Уэвелл консультировал Фарадея, которому помогал создавать новые научные термины ион, анод, катод и др. Уэвеллом впервые были придуманы английские термины «наука» — science и «учёный» — scientist (в его работе «Философия индуктивных наук», 1840 год): «…нам крайне нужно подобрать название для описания занимающегося наукой вообще. Я склонен называть его Учёным». Аналоги этого слова вошли во многие языки мира

## Память
В 1935 году Международный астрономический союз присвоил имя Уильяма Уэвелла кратеру на видимой стороне Луны.

## Список трудов
- Astronomy and General Physics considered with reference to Natural Theology
- The Philosophy of the Inductive Sciences, 1840.
- The Elements of Morality, including Polity, 1845.
- History of the Inductive Sciences, from the Earliest to the Present Time, 1857
- The History of Scientific Ideas. 1858
- Novum Organon Renovatum, 1858
- On the Philosophy of Discovery, 1860
- Six Lectures on Political Economy, 1862